# Jiraiya le ninja
Pour plus de détails, voir Fiche technique et Distribution.
Jiraiya le ninja (豪傑児雷也, Gōketsu Jiraiya) est un court-métrage muet japonais réalisé par Shōzō Makino, sorti en 1921.

## Synopsis
L'histoire de Jiraiya, légendaire ninja doté de grands pouvoirs qui part à l'aventure.

## Fiche technique
- Titre : Jiraiya le ninja[1]
- Titre alternatif : Jiraiya, héros sacré[2]
- Titre original: 豪傑児雷也 (Gōketsu Jiraiya?)
- Réalisation : Shōzō Makino
- Pays d'origine :  Empire du Japon
- Format : noir et blanc - muet
- Genre : aventures
- Durée : 21 minutes
- Date de sortie :
  - Empire du Japon : 1er février 1921[3]

## Distribution
- Matsunosuke Onoe
- Suminojo Ichikawa
- Nagamasa Kataoka